# Dragonwyck
Dragonwyck (bra: O Solar de Dragonwick) é um filme de drama estadunidense de 1946, escrito e dirigido por Joseph L. Mankiewicz para a Twentieth Century-Fox. Produção de Darryl F. Zanuck e Ernst Lubitsch (não creditado), de uma adaptação do romance Dragonwyck de Anya Seton. A trilha sonora é de Alfred Newman e a cinematografia, de Arthur C. Miller.

## Elenco
- Gene Tierney...Miranda Wells
- Vincent Price...Nicholas van Ryn
- Walter Huston...Ephraim Wells
- Glenn Langan...Dr. Turner
- Anne Revere...Abigail Wells
- Spring Byington...Magda, a aia
- Harry Morgan...Bleecker
- Jessica Tandy...Peggy, a criada manca
- Vivienne Osborne...Johanna Van Ryn

## Sinopse
Em 1844, numa fazenda em Greenwich (Connecticut), a filha do proprietário Miranda Wells entrega uma carta a seus pais, o fazendeiro pregador Ephraim e a esposa Abigail, enviada por Nicholas van Ryn, parente distante e proprietário por herança (senhor feudal ou patroon, descendente dos antigos colonizadores holandeses da região da "Nova Holanda" na outra margem do Rio Hudson e que ainda detinha suas posses nas quais trabalhavam e lhe pagavam rendas e tributos, cerca de 200 colonos) das terras de Dragonwyck. Nicholas quer que uma das filhas de Ephraim venha viver em sua grande mansão e ser babá de sua filha pequena Katrine. A sonhadora Miranda convence seus pais e logo parte de viagem. Nicholas vive como aristocrata ao lado da esposa obesa Johanna. No dia 4 de julho, Nicholas se reúne com os colonos e lhes cobra os tributos, enfrentando a revolta do camponês Klaas Bleeker, apoiado pelo médico Jeff Turner. Nicholas não esconde a atração por Miranda, também assediada por Turner. Johanna morre subitamente e Nicholas não tarda a pedir Miranda em casamento. A moça vê seu sonho de luxo e riqueza se tornar realidade mas a vida aristocrática oferecida por Nicholas está em decadência e Miranda logo enfrentará grandes dificuldades em seu casamento.

## Recepção
Bosley Crowther do New York Times afirmou (tradução aproximada): "...Twentieth Century-Fox construiu uma grande e sombria mansão como cenário, habitada por um mestre arrogante descendente da aristocracia holandesa. ... Vincent Price nos dá uma pitoresca performance como um proprietário ateu, usando seu rosto e suas maneiras para demonstrar insolência, sendo isso suficiente. Bem barbeado e elegantemente vestido, ele ainda interpreta um formidável Barba Azul, e seus momentos de suave diabolismo são o melhor do filme. Gene Tierney é o ornamento bonito no papel da noiva criança torturada, mas ela não vai além do que o roteiro providencia. Dos muitos coadjuvantes, Walter Huston é o mais credível como o honesto pai temente a Deus da heroína de papelão" 

## Adaptações
Dragonwyck foi adaptado para uma peça de rádio em 7 de outubro de 1946, do programa Lux Radio Theater, com Vincent Price e Gene Tierney. Também foi dramatizado em um programa de meia-hora em 20 de janeiro de 1947 de The Screen Guild Theater, com Vincent Price e Teresa Wright.